# 出っ歯 (YouTuber)
出っ歯（でっぱ、1993年12月13日 - ）は、日本のYouTuber、アパレルオーナー。

## 来歴

### 生い立ち
1993年12月13日生まれ。岡崎城西高等学校を卒業。
2021年に自身のアパレルブランドである「JAN DARA RIN」を創設した。

### YouTuberとして
2019年7月8日に自身のYouTubeチャンネル「出っ歯【激渋シャバ太郎】」を開設。
東海オンエアのメンバーであるてつや、としみつ、しばゆー、りょう、ゆめまると高校が同じであり動画の手伝いとして参加している。

## エピソード
- 2023年3月8日に放送された水曜日のダウンタウンに出演するも正体を名乗ることをせず売名に失敗してしまった[2]。放送後、自身の動画にてYouTuberであることはカットされたと語った[3]。
- 2023年4月に岡崎の人に、もっと『JAN DARA RIN』ブランドを着てもらいたいと思いお店をオープンした[4]。